# Erigonoplus galophilus
Erigonoplus galophilus là một loài nhện trong họ Linyphiidae.
Loài này thuộc chi Erigonoplus. Erigonoplus galophilus được Gnelitsa miêu tả năm 2007.